# Orange Cassidy
James Cipperly, meglio conosciuto come Orange Cassidy (Stewartsville, 4 maggio 1984), è un wrestler statunitense sotto contratto con la All Elite Wrestling.
È noto per il suo stile di combattimento comico e la singolare abitudine di lottare con le mani nelle tasche dei jeans.
In carriera ha detenuto due volte l'AEW International Championship.

## Caratteristiche tecniche
Nonostante la poca fisicità (alto 178 cm per 73 kg) che lo contraddistingue nel mondo del wrestling, Cipperly compensa il suo stile con un ottimo atletismo. È abile nelle mosse High-fly, nel combattimento a terra e in alcune mosse corpo a corpo, riuscendo a sollevare wrestler più pesanti. Sin dal suo arrivo in AEW si è contraddistinto per la sua gimmick singolare: con un paio di jeans, giacca jeans e Ray-Ban Aviators personalizzate, Cipperly porta in scena un wrestler "lazy", cioè pigro, che sembra non avere voglia di lottare, ma che al contrario è dotato di grandi capacità. Tutto ciò lo ha reso un face molto amato dal pubblico, tanto da diventare uno dei wrestler di punta della federazione.
Cipperly ha inoltre affermato che la sua gimmick è ispirata al personaggio interpretato da Paul Rudd in Wet Hot American Summer e che, nella sua visione, rappresenta un "dito medio al mondo del wrestling professionistico".

## Carriera

### Chikara

#### Debutto e The Colony (2006–2007)
Dopo essere stato addestrato da Mike Quackenbush e Chris Hero, Cipperly, come Fire Ant, ha debuttato insieme a Soldier Ant come Team Colony al Tag World Grand Prix 2006, dove hanno perso al primo turno contro Lancelot (Lance Steel e Lance Steel). Subito dopo il loro debutto, il Team Colony è diventato immediatamente technicos sull'undercard e spesso ha collaborato con il collega wrestler mascherato Equinox in match a tre.
Più tardi nello stesso anno, Fire Ant ha fatto un breve stint in singolo, partecipando al quarto torneo della Young Lions Cup, anche se non ha vinto.
Il 17 novembre il Team Colony è stato raggiunto da Worker Ant (anche lui addestrato da Quackenbush ed Hero), e il nome del gruppo è stato modificato in The Colony. Subito dopo essersi unito al gruppo, Worker Ant è diventato il portavoce dello stesso nei promo.
I Colony sarebbero diventati uno degli atti più in vista della Chikara nel 2007 a causa di match sempre più divertenti ed innovativi come trio, e un'accesa faida con la stable heel BLKOUT, una faida che The Colony avrebbe vinto a settembre con una vittoria decisiva sui rivali.

#### Rivalità con The UnStable (2008–2009)

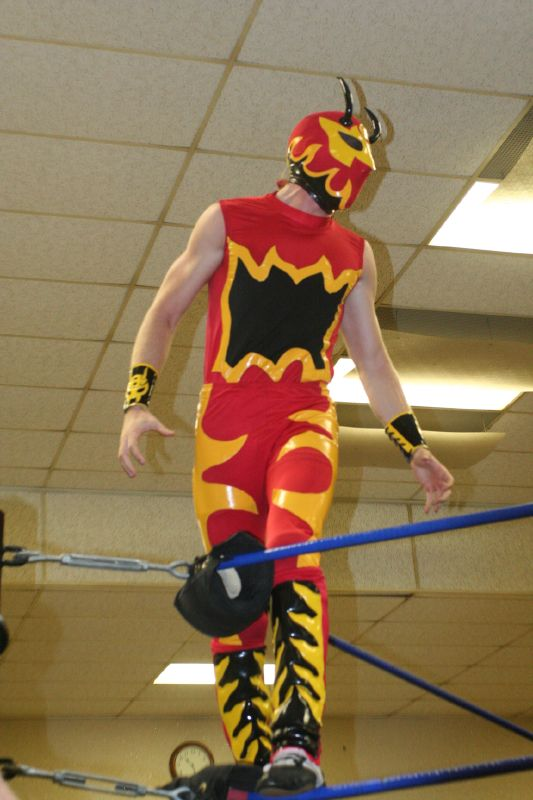
Fire Ant nel 2008

A partire dal 2008, Fire Ant cominciò nuovamente a lottare nella divisione singola in maniera semi-regolare e si imbarcò in un feud con l'ex alleato Equinox, che toltasi la maschera, aveva cominciato a combattere utilizzando il suo vero nome, Vin Gerard.
Al torneo Young Lions Cup del 15 giugno, Fire Ant sconfisse Gerard in un match che riscosse notevole successo e apprezzamento da parte del pubblico e degli addetti ai lavori. Tuttavia, il mese seguente, Gerard si vendicò sconfiggendo Fire Ant nel rematch. Poco tempo dopo la sconfitta, Gerard riuscì con successo a "manipolare" Shane Storm (Stigma) così da portarlo dalla sua parte. Gerard e Stigma ebbero una rivalità con The Colony fino al 7 settembre, quando i due si allearono con il rientrante Colin Delaney così da formare gli UnStable.
Al 2008 Tag World Grand Prix, Fire Ant e Soldier Ant rappresentarono The Colony come stable facendo la loro seconda apparizione nel torneo. The Colony sconfissero The Fight Club al primo round, The UnStable in semifinale e sia The Osirian Portal sia Martin Stone & Pac in finale aggiudicandosi il torneo.
Grazie al prestigio della vittoria, il 25 gennaio 2009 Fire Ant & Soldier Ant sfidarono senza successo i campioni in carica The Osirian Portal.

### Circuito indipendente (2006–presente)
Sia durante la sua permanenza nella Chikara, sia occasionalmente nel corso del suo attuale stint nella AEW, Cassidy lottò anche in varie federazioni indipendenti. Nel 2019 conquistò il titolo Independent Wrestling Championship in due occasioni.

### All Elite Wrestling (2019–presente)
Cipperly fece il suo esordio nella All Elite Wrestling (AEW), durante l'evento inaugurale Double or Nothing il 25 maggio 2019, con il ring name Orange Cassidy, dove partecipò alla Casino Battle Royale e fu eliminato da Tommy Dreamer. Il 12 agosto fu annunciato che Cassidy aveva firmato un contratto con la AEW. Al pay-per-view All Out del 31 agosto, Cassidy fece il suo ritorno e si alleò con i Best Friends (Chuck Taylor & Trent), dopo averli salvati da un attacco del Dark Order (Stu Grayson & Evil Uno). Cassidy lottò il suo primo match ufficiale nella AEW nel corso della puntata del 30 ottobre di Dynamite, combattendo insieme ai Best Friends e sconfiggendo QT Marshall, Alex Reynolds e John Silver in un six-man tag team match.
La sua prima rivalità fu con Pac nel febbraio 2020, dopo che Cassidy lo interruppe mentre lo stavano intervistando. I due si scontrarono al ppv Revolution il 29 febbraio, dove Cassidy fu sconfitto. La performance sul ring di Cassidy fu comunque lodata dai critici. Cassidy partecipò al Casino Ladder Match al ppv Double or Nothing del 23 maggio, ma il match venne vinto da Brian Cage. In seguito Cassidy cominciò un feud con Chris Jericho, e fu sconfitto da questi durante la seconda serata di Fyter Fest. Cassidy vinse il rematch a Dynamite il 12 agosto, e fu sfidato da Jericho a un Mimosa Mayhem match da disputarsi al ppv All Out, che Cassidy vinse. Tra settembre e ottobre, Cassidy sfidò senza successo Brodie Lee per il TNT Championship. All'evento Full Gear del 7 novembre, sconfisse John Silver. Approssimandosi il 2021, Cassidy e Best Friends iniziarono un feud con Kip Sabian e Miro. Al pay-per-view Revolution il 7 marzo 2021, Cassidy e Chuck Taylor furono sconfitti da Sabian & Miro, ma Cassidy e Taylor li sconfissero in un Arcade Anarchy match il 31 marzo a Dynamite. In maggio, Cassidy ricevette l'opportunità di lottare per l'AEW World Championship.

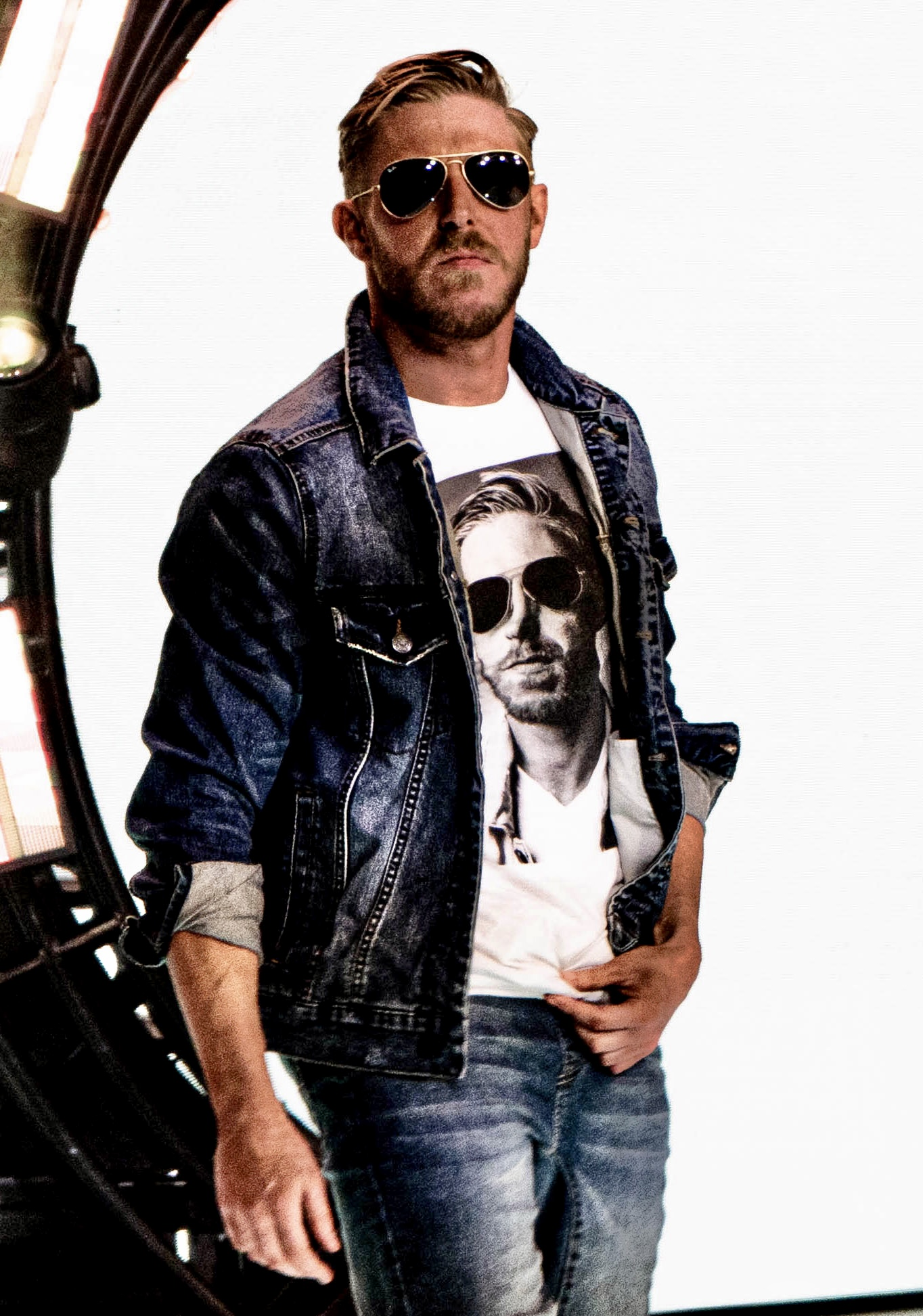
Orange Cassidy nel 2022

Lottò per il titolo a Double or Nothing in un three-way match contro il campione Kenny Omega e Pac, ma fu Omega a prevalere alla fine.
Il 12 ottobre 2022 a Dynamite, Cassidy sconfisse il rivale di lunga data Pac conquistando l'AEW All-Atlantic Championship, sua prima cintura da campione nella All Elite Wrestling. Nel marzo 2023 il titolo venne rinominato "AEW International Championship".

## Personaggio

### Mosse finali
- Beach Break (Back To Belly piledriver)
- Orange Punch (Superman Punch)

### Soprannomi
- "Freshly Squeezed"
- "Juice"
- "King of Sloth Style"

## Titoli e riconoscimenti
- All Elite Wrestling
  - AEW International Championship (2)
- Alpha-1 Wrestling
  - A1 Zero Gravity Championship (1)
- Chikara
  - Campeonato de Parejas (1) – con Soldier Ant
- F1RST Wrestling
  - F1RST Wrestling Uptown Championship
- Ground Breaking Wrestling
  - GBW Tag Team Championship (2) – con Danny Rage
- Independent Wrestling TV
  - Independent Wrestling TV Championship (1)
- Pro Wrestling Illustrated
  - 21° tra i migliori 500 wrestler singoli nella PWI 500 (2021)